# 伊默河
52°22′38″N 9°42′45″E / 52.3771°N 9.71245°E

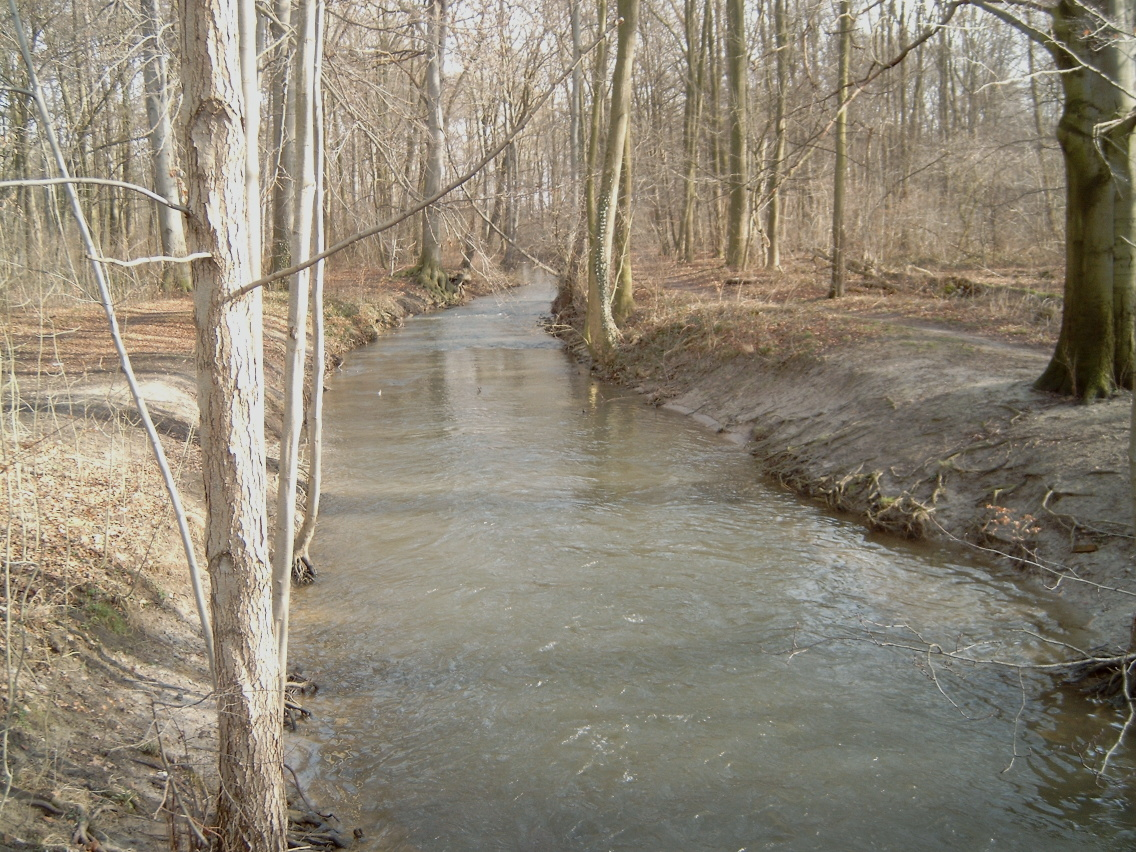
伊默河

伊默河（德語：Ihme），是德國的河流，位於該國西北部，由下薩克森州負責管轄，屬於萊訥河的左支流，河道全長26公里，流域面積111平方公里，發源自文尼希森附近。